# Métamoebius
Pour plus de détails, voir Fiche technique et Distribution.
MétaMœbius : Giraud-Mœbius, métamorphoses est un long métrage documentaire consacré au dessinateur français Jean Giraud, alias Mœbius, coécrit par lui-même et réalisé par Damian Pettigrew. Le film est produit par Portrait & Compagnie, Mœbius Productions, CinéCinéma, Dargaud, la Région Île-de-France et la Fondation Cartier pour l'art contemporain en 2010.
Conçu dans le cadre de l'exposition « Mœbius-Transe-Forme » à la Fondation Cartier et diffusé parallèlement sur CinéCinéma, le portrait est décrit par Giraud et Pettigrew comme un « proto-documentaire » qui mélange le réel et l'étude psychologique avec la bande dessinée portée à l'écran.

## Synopsis
Plusieurs facettes inconnues du célèbre auteur de Blueberry sont exposées, notamment l'étonnant connaisseur des textes d'Italo Calvino et de la poésie d’Arseni Tarkovski, parmi d'autres. Sortant du cadre de l'interview classique par le biais de sa passion d'acteur manqué, Giraud-Mœbius se met à nu devant la caméra imaginaire du cinéaste Govam Taboun, personnage inventé par Mœbius pour son Désert B. À partir de dessins animés, d'archives et d'œuvres rares, les screen tests coécrits et joués par l'artiste révèlent d'une façon inédite la psyché de l'un des plus influents dessinateurs du XXe siècle.

## Fiche technique
- Auteurs : Damian Pettigrew, Jean Giraud, Olivier Gal
- Réalisation : Damian Pettigrew
- Production : Olivier Gal
- Société de production : Portait & Compagnie
- Coproducteurs : Fondation Cartier pour l'art contemporain, CinéCinéma, Dargaud
- Partenaires : CNC,  CinapsTV, Région Ile-de-France
- Musique : Tony Hymas
- Photographie : Olivier Petitjean, Pascal Torre, Damian Pettigrew, Olivier Gal
- Son : Guillaume Pougnant
- Montage : Florence Leconte
- Mixage : Guy Charron
- Budget : 260 000 €
- Pays d'origine :  France
- Langue : français
- Format : Couleur/HDCAM
- Genre : Documentaire
- Durée : 70 minutes
- Première diffusion télévisée : 14 octobre 2010 sur CinéCinéma

## Intervenants
- Jean Giraud
- Jean-Pierre Dionnet
- Enki Bilal
- Isabelle, Nausicaa et Raphaël Giraud
- Alain Charbit

## Réception critique
« Un documentaire réjouissant et proprement ovniesque »

— Stéphane Jarno, Télérama

« Le film offre un Giraud-Mœbius tel qu'en lui-même, scénariste pointilleux et graphiste surdoué, d'une gentillesse et d'une urbanité surannées, aussi à l'aise dans le réalisme de Blueberry que dans l'imaginaire d’Arzach, amoureux de la nature et des mots, des images et des arbres, de délires transgressifs et de questions abyssales. Un sage, amateur de grand textes et excellent lecteur comédien, qui a gardé, sans artifices ni minauderies, les émotions et les émerveillements de l'enfance »

— Yves-Marie Labé, Le Monde

« Généreux, bouleversant, inclassable : rarement un portrait filmé aura autant fait corps avec son sujet, magicien aux traits multiples et poète rieur »

— GCo, Cité internationale de la bande dessinée et de l’image